# Nuno Valente
Nuno Valente [ˈnunu vɐˈlẽtɯ] (* 12. September 1974 in Lissabon; eigentlich Nuno Jorge Pereira Silva Valente) ist ein ehemaliger portugiesischer Fußballspieler.

## Karriere
Den schnellen Linksverteidiger mit gutem Schuss kann man national wie international als Spätstarter bezeichnen. Nach mehreren Wechseln innerhalb Portugals blühte er erst unter Trainer José Mourinho beim FC Porto richtig auf.
So wurde er unter ihm im Jahr 2004 Weltpokal- und Champions-League-Sieger sowie portugiesischer Meister. Nach der Saison wechselte er für zwei Millionen Euro Ablöse zum englischen Club FC Everton. War er in seinen ersten beiden Spielzeiten bei Everton meistens in der ersten Elf, so wurde er in den darauffolgenden Jahren nur noch sporadisch eingesetzt. 2008 verlängerte Valente seinen Vertrag um ein Jahr. In der jetzigen Saison 2008/09 kommt Valente lediglich auf zwei Einsätze in den ersten beiden Spielen. Am 12. Juni 2009 wurde bekannt, dass sein 2009 auslaufender Vertrag bei Everton nicht verlängert wird.
Mit der Nationalmannschaft wurde er bei der Europameisterschaft 2004 im eigenen Land Vize-Europameister und nahm an der Weltmeisterschaft 2006 teil.
Zur Saison 2010/11 übernahm Nuno Valente den Job des Co-Trainers bei Sporting Lissabon.

## Erfolge
- Weltpokal: 2004
- UEFA Champions League: 2004
- UEFA-Pokal: 2003
- Portugiesische Meisterschaft: 2003, 2004
- Portugiesischer Pokal: 2003
- Portugiesischer Superpokal: 2002, 2003
- Vize-Europameisterschaft: 2004 (4 Einsätze)
- Teilnahme an einer WM: 2006 (6 Einsätze)